# 신고식
신고식(申告式, 영어: hazing)은 어떤 그룹 (조직, 단체)에 새로 온 사람이 기존 일원들에게 자신을 알리는 절차이다. 괴롭힘, 성학대 등으로 문제가 되고 있다.
특히 미국 사회에서 큰 이슈가 되고 있어 미국 메인 대학교에 신고식 조사 및 방지에 관한 국립단체 National Collaborative for Hazing Research and Prevention 가 설립되었고, 이들이 정의내리는 신고식의 정의는 "개인의 참여의사를 불문하고 어느 단체에 가입하거나 참여하기 위해 기대되는 모욕, 폭행, 위험 등의 모든 행위"라고 한다. 그리고 미국에선 신고식으로 인해 사망한 이들의 명단을 만들어 기록하고 있다.

## 같이 보기
- 집단 따돌림
- 노력 정당화
- 집단사고
- 조직 문화
- 스탠퍼드 감옥 실험